# Производственный плинфовыжигательный комплекс «Болдины Горы»
Производственный плинфовыжигательный комплекс «Болдины Горы» — памятник археологии местного значения в городе Чернигове. 

## История
Решением Черниговской областной государственной администрации от 28.12.1998 № 856 присвоен статус памятник археологии местного значения с охранным № 6198-Чг.
Приказом Департамента культуры и туризма, национальностей и религий Черниговской областной государственной администрации от 07.06.2019 № 223 для памятника используется название Производственный плинфовыжигательный комплекс «Болдины Горы».

## Описание
Памятник археологии расположен в юго-западной части города Чернигова: возле подножья правобережной террасы реки Десна в урочище Болдины горы — напротив Ильинской церкви, на территории усадьбы по Ильинской улице дом № 23.
Открытый и исследованный В. Я. Руденко и Т. М. Новик в 1994 году на территории усадьбы на улице Г. Успенского (сейчас Ильинская), 23. Полностью раскопана одна плинфовыжигательная печь, неподалеку обнаружены остатки ещё одной. Печь круглая в плане (диаметр 5 м; длина с устьем – 6,4 м), врезанная в склон горы. Она сложена из сырцовой плинфы на глиняном растворе. Сохранилась на высоту 0,2-0,85 м. Имеет шесть поперечных козлов и два продольных канала. Развернутая устьям к югу, в сторону поймы реки Десны (на тот период – реки Стрижень, протекавший под террасой Десны). Свод зафиксирован в виде развала. Перед отверстием печи расположена предпечная четырехугольная яма в плане формы (1,4х1,6 м), врезанная в материк на 0,5–0,6 м. В заполнении печи и вокруг неё найдена выжженная плинфа (производственный брак), обломки гончарных сосудов. Памятник датируется серединой XII в. Территория застроена усадьбами, используется под огороды.